# Landkreis Westhavelland

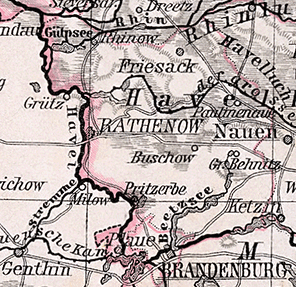
Das Kreisgebiet 1905

Der Landkreis Westhavelland, ursprünglich Kreis Westhavelland, entstand 1817 aus der Teilung des frühneuzeitlichen Havelländischen Kreises und war ein Landkreis in Brandenburg. Er bestand in der preußischen Provinz Brandenburg und im Land Brandenburg der SBZ bzw. DDR von 1817 bis 1952.
Der Kreis Westhavelland umfasste am 1. Januar 1945 die vier Städte Friesack, Plaue a./Havel, Pritzerbe und Rhinow sowie 77 weitere Gemeinden.
Die Kreisstadt Rathenow war zwischen 1925 und 1950 ein eigener Stadtkreis und lag als Enklave innerhalb des Kreisgebietes. Heute gehört das ehemalige Kreisgebiet überwiegend zum Landkreis Havelland. Plaue ist heute ein Stadtteil von Brandenburg an der Havel. Die Stadt Pritzerbe gehört heute zum Landkreis Potsdam-Mittelmark.

## Verwaltungsgeschichte

### Königreich Preußen
Im Rahmen der Bildung von Provinzen und Regierungsbezirken in Preußen erfolgte mit Wirkung zum 1. April 1817 im Regierungsbezirk Potsdam der preußischen Provinz Brandenburg eine Kreisreform, bei der der alte Havelländische Kreis aufgelöst und aus seiner Westhälfte einschließlich der Stadt Brandenburg an der Havel der neue Kreis Westhavelland gebildet wurde. Das Landratsamt befand sich in der Stadt Rathenow.

### Norddeutscher Bund/Deutsches Reich
Seit dem 1. Juli 1867 gehörte der Kreis zum Norddeutschen Bund und ab dem 1. Januar 1871 zum Deutschen Reich. Am 1. April 1881 schied die Stadt Brandenburg a./Havel aus dem Kreis Westhavelland aus und bildete fortan einen eigenen Stadtkreis. Am 1. Juni 1925 schied auch die Stadt Rathenow aus dem Kreis aus und bildete ebenfalls einen eigenen Stadtkreis. Zum 1. April 1929 wurde die Gemarkung Klein Kreutz (Weinberge) der Stadt Brandenburg (Havel) in die Landgemeinde Klein Kreutz im Kreis Westhavelland umgegliedert, ferner traten die Landgemeinden Dom Brandenburg und Neuendorf aus dem Kreis Westhavelland zur Stadt Brandenburg (Havel).
Gegen Ende der 1920er Jahre wurden alle Gutsbezirke im Kreis aufgelöst und benachbarten Landgemeinden zugeteilt. Im Frühjahr 1945 wurde das Kreisgebiet durch die Rote Armee besetzt.

### DDR
Am 1. März 1948 wurde Neu Friedrichsdorf in die kreisfreie Stadt Rathenow eingegliedert. Mit Inkrafttreten des Gesetzes über die Änderung zur Verbesserung der Kreis- und Gemeindegrenzen vom 28. April 1950 wurde die Stadt Rathenow wieder in den nunmehr Landkreis Westhavelland genannten Kreis eingegliedert. Am 1. Juli 1950 wurden die Gemeinden Klein Kreutz und Mötzow aus dem Kreis Westhavelland in den Stadtkreis Brandenburg eingegliedert und die Gemeinde Lietzow wechselte in den Landkreis Osthavelland. Aus dem Landkreis Genthin wechselten am 13. Juli 1950 die Gemeinden Göttlin, Grütz, Kirchmöser und Neue Schleuse in den Landkreis Westhavelland.
1952 wurde der Landkreis Westhavelland auf die Landkreise Brandenburg, Rathenow und Nauen aufgeteilt; gleichzeitig wurde die Stadt Plaue in den Stadtkreis Brandenburg an der Havel eingegliedert.

## Einwohnerentwicklung
| Jahr | Einwohner | Quelle |
| ---- | --------- | ------ |
| 1816 | 37.719    | [ 6 ]  |
| 1846 | 55.298    | [ 7 ]  |
| 1871 | 73.994    | [ 8 ]  |
|      |           |        |
| 1890 | 59.067    | [ 9 ]  |
| 1900 | 63.640    | [ 9 ]  |
| 1910 | 66.132    | [ 9 ]  |
|      |           |        |
| 1925 | 45.383    | [ 9 ]  |
| 1933 | 42.466    | [ 9 ]  |
| 1939 | 46.025    | [ 9 ]  |
| 1946 | 64.717    | [ 10 ] |

## Kommunalverfassung
Der Kreis Westhavelland gliederte sich in Städte, in Landgemeinden und – bis zu deren Auflösung im Jahre 1929 – in Gutsbezirke. Mit Einführung des preußischen Gemeindeverfassungsgesetzes vom 15. Dezember 1933 sowie der Deutschen Gemeindeordnung vom 30. Januar 1935 wurde zum 1. April 1935 das Führerprinzip auf Gemeindeebene durchgesetzt.

## Landräte
- 1817–1841 Ferdinand von der Hagen
- 1841–1849 Hasso von Bredow
- 1849–1862 Ewald Friedrich Georg Wilhelm Julius von Hertzberg
- 1862–1877 Ludwig von Bredow (1825–1877)
- 1877–1889 Waldemar von der Hagen (1839–1889)
- 1889–1900 Friedrich Wilhelm von Loebell (1855–1931)
- 1900–1909 Walther von Miquel (1869–1945)
- 1910–1934 Klaus von Bredow (1875–1961)[11][12]
- 1934–1935 Wilhelm Borchers († 1935)[13]
- 1935–1945 Karl Eckert[14]

## Städte und Gemeinden

### Stand 1945
Dem Kreis Westhavelland gehörten 1945 die folgenden Städte und Gemeinden an:
| - Bagow - Bamme - Barnewitz - Berge - Bergerdamm - Brädikow - Brielow - Briest - Buckow - Buschow - Butzow - Damme - Döberitz - Ferchesar - Fohrde - Friesack, Stadt - Garlitz - Gohlitz - Görne - Gortz - Gräningen | - Groß Behnitz - Gülpe - Gutenpaaren - Haage - Hohenferchesar - Hohennauen - Ketzür - Kietz bei Rhinow - Klein Behnitz - Klein Kreutz - Kleßen - Kotzen - Kriele - Landin - Liepe - Lietzow - Lünow - Marzahne - Mögelin - Möthlow - Mötzow | - Mützlitz - Nennhausen - Neu Friedrichsdorf - Neuwerder - Niebede - Parey - Paulinenaue - Päwesin - Pessin - Plaue a./Havel, Stadt - Premnitz - Prietzen - Pritzerbe, Stadt - Radewege - Retzow - Rhinow, Stadt - Ribbeck - Riewend - Roskow - Saaringen - Schwanebeck | - Semlin - Senzke - Spaatz - Stechow - Stölln - Strodehne - Tieckow - Tremmen - Vietznitz - Wachow - Wagenitz - Warsow - Wassersuppe - Weseram - Witzke - Wolsier - Zachow - Zootzen |

### Vor 1945 aufgelöste oder ausgeschiedene Gemeinden
- Brandenburg an der Havel, seit dem 1. April 1881 eigener Stadtkreis
- Dom Brandenburg, am 1. Januar 1929 zu Brandenburg an der Havel
- Neuendorf, am 1. Januar 1929 zu Brandenburg an der Havel
- Rathenow, vom 1. Juni 1925 bis zum 30. Juni 1950 eigener Stadtkreis
- Selbelang, am 1. Januar 1929 zu Retzow, nach 1945 wieder eigenständig